# Étienne II d'Auxonne
Pour les articles homonymes, voir Étienne II.
Étienne II d’Auxonne, aussi appelé Étienne III de Bourgogne-Comté, né en 1172 et mort le 16 mars 1241- n.s., parfois mentionné dans la littérature simplement Etienne II), fils d’Étienne Ier ou II (†1173) et de Judith de Lorraine, petit-fils de Guillaume IV ou III comte de Mâcon et de Vienne et de Poncette de Traves, et arrière-petit-fils du comte Étienne Ier de Bourgogne et de Béatrice de Lorraine. Étienne III-II, comte vassal de la branche palatine de Bourgogne, prit, à la mort de son père et après une période de tutelle par son oncle Girard/Gérard/Géraud Ier, comte de Vienne et de Mâcon, la tête de la branche aînée de Bourgogne-Comté avec le titre de comte de Bourgogne et d'Auxonne. Vers 1230/1233, il était le chef de Maison. Étienne III apparaît pour la première fois dans les textes, avec son épouse Béatrice de Thiern (des vicomtes de Thiers) comtesse de Chalon, dans une donation faite à Auxonne en 1188.

« Le comte Étienne était, par excellence, un grand batailleur, qui abhorrait et supportait impatiemment le joug des comtes bourguignons de la branche aînée. Les portraits que nous avons conservés de lui grâce à l'empreinte de son sceau, ne démentent pas cette vie guerrière : Étienne, le casque en tête, l'écu au bras, se tient très droit sur son cheval de guerre ; le bras, hardiment levé, brandit une épée large et recourbée, véritable cimeterre. Tout dans son allure dénote le courage, la hardiesse et l'énergie »

— Pierre-François Chifflet, Lettres touchant Béatrix, Comtesse de Chalon…, Dijon, 1656.
Il prit Béatrice de Thiern de Chalon pour épouse, qui lui donna un fils, Jean de Chalon l'Antique ou le Sage (comte de Chalon et d'Auxonne, il assure la suite des comtes de Bourgogne de la Maison de Chalon), une fille Béatrice (femme de Simon de Joinville et mère du célèbre chroniqueur de saint Louis, le sénéchal de Champagne Jean) et une deuxième fille, Clémence, d'abord abbesse de Baume-les-Nonnes, avant que d'épouser en 1212 Berthold V de Zähringen. Mais il continua ses anciennes relations avec Blanche de Cicon dont il eut un fils, Étienne d'Oiselay. À la mort de son beau-père, il demanda et obtint la répudiation de Béatrice et vécut alors publiquement avec Blanche de Cicon. Puis, par intérêt, il épousa en 1214 Agnès de Dreux.

## La branche d'Auxonne-Mâcon sous le joug des comtes palatins
Étienne III, comte d’Auxonne, issu du sang des comtes de Bourgogne d’une branche de la maison de Mâcon-Vienne-Bourgogne Comté, évincée par la descendance de Frédéric Barberousse et de Béatrice de Bourgogne-Comté, avait conçu l’espoir de ceindre la couronne de comte souverain dont ses ancêtres avaient disposé.
En Comté de Bourgogne, la mort de l’empereur Frédéric Barberousse († 1190), vrai souverain de la Comté, avait porté une sérieuse atteinte au pouvoir des palatins : l’empereur et le comte de Bourgogne cessaient d’être un même personnage. Othon Ier, qui recueillait l’héritage de sa mère Béatrice, n’exerçait qu’une influence secondaire. La faiblesse dont il faisait preuve, même s’il chercha à réduire ses vassaux à l’obéissance, encourageait les prétentions de la branche cadette à remplacer la branche aînée. Les troubles survenus en Allemagne après la mort d’Henri VI du Saint-Empire († 28 septembre 1197), privant le palatin d’appuis venus d’Allemagne donna l’occasion à Étienne III de mettre ses prétentions en avant.

## L’hommage du fief d’AuxonneàEudesIII
Étienne III tenait fortement les bords de Saône, par ses châteaux d’Oiselay, de Scey-sur-Saône, de Traves, de Frotey qui lui venaient d’une aïeule. Fort des appuis des grands barons comtois, Gaucher de Salins, Richard de Montfaucon, comte de Montbéliard, il engagea la partie contre Othon Ier et entra en guerre contre lui. Il chercha l’alliance du duc de Bourgogne Eudes III. C’est ainsi qu’ayant reçu l’approbation du prieur de Saint-Vivant de Vergy dont il tenait la cité en fief,, Étienne prit en 1197, le titre de comte d’Auxonne, se déclara vassal du duc de Bourgogne et inféoda Auxonne, faisant entrer la ville et son château dans la zone d’influence du duché de Bourgogne. Le plus favorisé dans cette affaire était le duc qui prenait position pour l'avenir et préparait la réunion définitive qu'il souhaitait, du comté d'Auxonne — cet ancien comté d’Amous, un des quatre pagi constitutifs de la Bourgogne d’Outre-Saône — à son duché.

## Les luttes entreÉtienneIIetOthon de Méranie
Étienne sous la surveillance de l’empereur Philippe de Souabe s’était provisoirement réconcilié avec la branche palatine.
Le 14 janvier 1201, Othon Ier décédait. Il laissait une fille mineure Béatrice sous la tutelle de sa veuve. Le 21 juin 1208, Béatrice épousait le duc de Méranie qui devenait Othon II. Le soir même l’empereur Philippe tombait sous le poignard d’un assassin, victime d’une vengeance. Étienne se trouvait aux côtés de Philippe de Souabe à Bâle et à Strasbourg en juin 1207 ; il avait nourri le dessein de sceller la réconciliation de la branche palatine avec la branche cadette par le projet matrimonial de marier son fils Jean Ier à Béatrice. Il avait un affront à laver ; méprisant le fils, les tuteurs de Béatrice avaient donné sa main au Méranien.
Étienne, rassuré du côté de l’Empire, par la proclamation d'Othon IV dont il suivait le parti, prit le titre comtal et n’hésita pas à recourir aux pires extrémités pour reconquérir ce qu’il appelait son patrimoine légitime. Étienne accabla son suzerain. Une lutte féroce s’engagea. Finalement, sous la médiation du duc Eudes III, un traité fut signé le 18 octobre 1211 à Dijon à l’avantage du comte Étienne. Aux termes de cette paix, entre autres clauses en sa faveur, Othon de Méranie reconnaissait à Étienne III le droit de porter le titre de comte vassal de Bourgogne, dont il avait été dépouillé depuis Othon Ier.

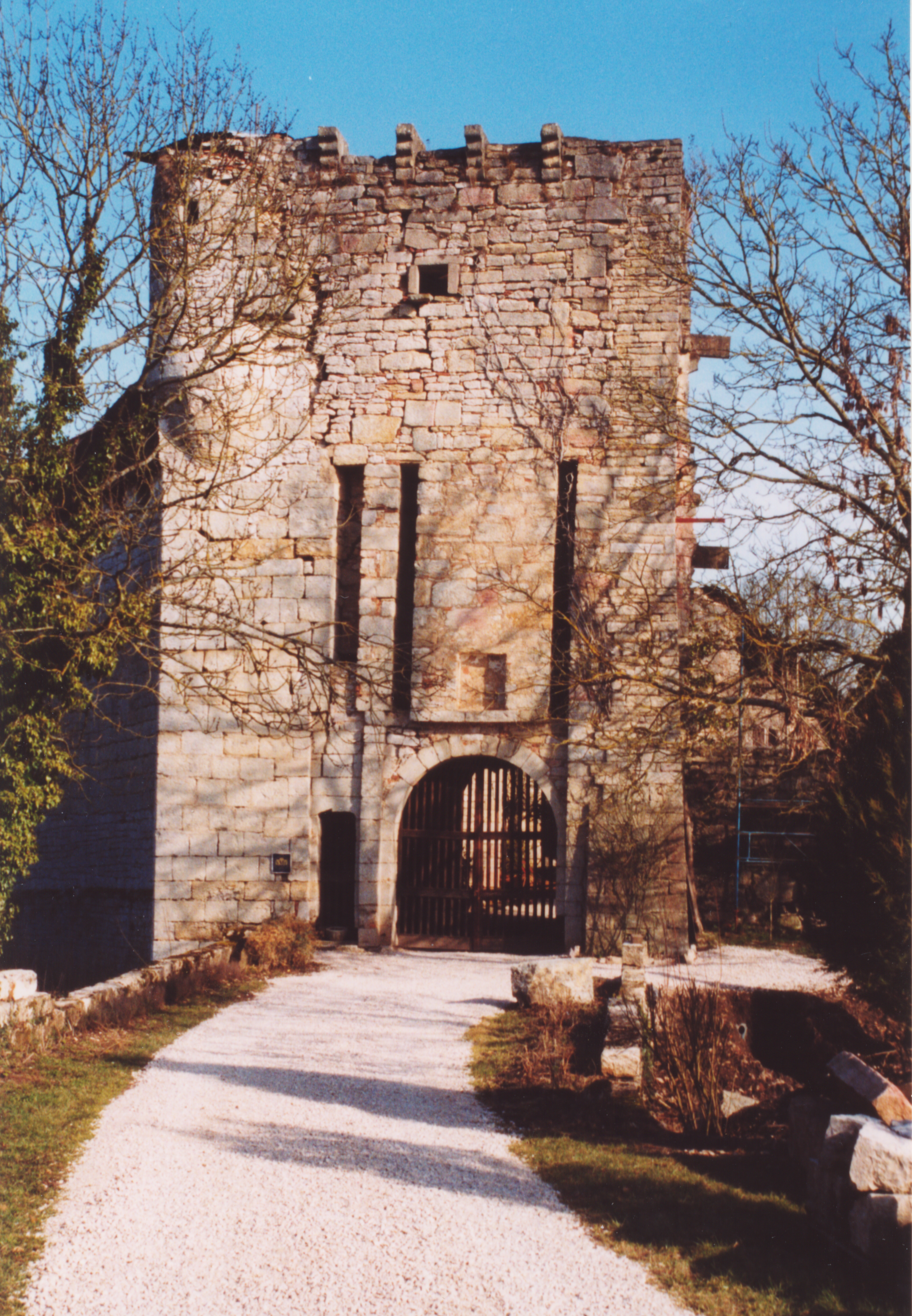
L'entrée du château médiéval de Chevigny ayant appartenu à Étienne III, comte de Bourgogne et d'Auxonne - (2003).

La bonne fortune du comte Étienne ne dura pas. En 1210, Othon IV fut excommunié. Le couronnement de Frédéric II le 25 juillet 1213, blessa au vif les intérêts politiques d’Étienne. Frédéric II lié par des liens familiaux et par reconnaissance, apporta un soutien invariable au comte Othon. Étienne resserra les liens avec le duc de Bourgogne en mariant son fils Jean à Mahaut, sœur du duc. Une paix précaire régna sur le comté de Bourgogne. Par un refus d’hommage d’Étienne pour Oiselay et Rochefort, en décembre 1225, la guerre se ralluma et mis le feu à la Comté. Rougebief dit que le nord de la province tenait pour la branche aînée alors que le midi soutenait le branche cadette. Il ajoute qu’Étienne avait avec lui Jean, son fils, Henri de la maison de Vienne, Josserand de Brancion, Hugues de Fouvent, Ponce de Cicon et d’autres puissants seigneurs ; il était en outre aidé par Hugues IV, qui depuis février 1225 avait acquis la baronnie de Salins. Le Méranien fit appel aux forces aux troupes de Lorraine, puis aux forces de Thibaut IV, comte de Champagne. La guerre fut cruelle, envenimée par des haines de famille. Étienne III connut la défaite. Ses forteresses du bord du Doubs, autour de la forêt de Chaux, de Gray-le-Mont, (Cne de Rancenay, Doubs), Montbarrey, Flageolet, Liesle, Rosoy sont renversés, le pays d’Amous ravagé. La paix fut rétablie par le traité de Bèze en juillet 1227 négocié par le cardinal Romain de Saint-Ange.
Othon II regagna l’Allemagne et laissa Thibaut IV, comte de Champagne assurer la régence en Comté et qui lui prêta quinze mille livres.
Une des clauses du traité de Bèze précise qu’Othon II rasera les murs du château de Chevigny, tout proche d’Auxonne, mais ne pourra détruire les fossés. Un acte de 1256, prouve que ce château appartenait à Étienne.

## Une charte pour Auxonne
Le duc de Bourgogne, Hugues III avait accordé une charte de commune aux Dijonnais en 1183, son fils Eudes III aux Beaunois en 1203. Il y avait eu aussi Nuits, Châtillon-sur-Seine, Saint-Jean-de-Losne en 1227. Étienne n'a pas résisté au mouvement communal qui se produisait alors avec force dans toute la Bourgogne, mais contrairement à son fils Jean de Chalon qui octroya de nombreuses chartes d’affranchissement aux populations comtoises, la charte d’affranchissement accordée aux Auxonnais en 1229 fut la première et la seule qu’il ait accordée. Lucien Millot conjecture qu’Étienne aurait pu accorder une franchise communale aux Auxonnais soit par générosité et par désir de voir régner des lois plus sages, peut-être aussi pour s'attacher les habitants et pouvoir en tirer profit en cas de guerre ou encore pour les deux causes. Il précise aussi qu’il est un motif qui se retrouve très souvent dans l'histoire des affranchissements et qu'il faut écarter ici : Étienne ne vendit pas sa charte, et nulle part on ne trouve trace d'un contrat de ce genre. Pierre Camp pense que cette charte doit être interprétée comme une conséquence des guerres avec Othon II. Étienne venait d’être privé de sa forteresse de Chevigny et il voulait s’assurer l’appui des bourgeois Auxonnais en cas de futur conflit.
La charte reçut les sceaux d’Étienne, d’Agnès de Dreux, sa deuxième femme et de son fils Jean, né de son premier mariage avec Béatrice de Chalon.

## Le comté d’Auxonne contre la baronnie deSalins
En 1225 Marguerite de Salins et son mari Joceran de Brancion échangèrent avec la duchesse Alix, la baronnie de Salins en Franche-Comté contre le château d’Aignay-le-Duc et d’autres biens en Bourgogne ducale. La vaste seigneurie de Salins s’étendait jusqu’à Ornans et la région de Pontarlier. Elle apportait au trésor ducal le revenu considérable des salines. 

Le duc de Bourgogne Hugues IV en ayant hérité, il avait fait des efforts considérables pour donner plus de prospérité à la terre de Salins et avait lancé une véritable politique économique par la création d’une nouvelle route du sel en remplacement de l’antique route via salnericia. Pour en assurer la sécurité il la jalonna de la place forte de Saint-Jean-de-Losne, du château de Chaussin et des Clées. Puis, changeant son orientation politique qu’il jugea sans doute trop excentrique, le duc de Bourgogne qui, comme son père Eudes, convoitait depuis longtemps les territoires d’Outre-Saône que constituaient le comté d’Auxonne et ses immenses terres le long de la Saône, n'hésita pas à se défaire de ses domaines du Jura, trop éloignés de son centre d'action.
Jean de Chalon, propriétaire du comté de Chalon que lui avait laissé sa mère Béatrice († 1227), et du comté d’Auxonne que son père retiré en 1236 à l’abbaye cistercienne de La Charité lui avait donné, convoitait le domaine de Salins qui formait une enclave dans ses terres du Jura ; entrer en sa possession lui permettait de créer une vaste domination au cœur du Jura et de s’assurer du trésor inestimable de Salins, la ville du sel, où sourdait au fond de puits profonds la « muire » qui permettait de confectionner les « salignons » qui se vendaient à prix d’or et allait lui permettre d’acquérir des domaines et des vassaux.
Les ambitions territoriales des deux protagonistes se rejoignaient.
Les différents actes furent passés le 15 juin 1237, à Saint-Jean-de-Losne. Étienne, dans le grand âge et retiré alors à l’abbaye de La Charité, personnage secondaire de l’accord, et son épouse Agnès, furent consultés et donnèrent leur approbation à cet échange.
Ce 15 juin 1237, Jean de Chalon prenait possession de Salins, des châteaux d’Ornans, Bracon et Vuillafans, le fief de Montrivel et Châteauvillain de Clées, et Chaussin qui couvraient la route du sel. En échange, il renonçait à tout le comté de Chalon, au ressort de Saint-Laurent (la dot de sa femme), à Auxonne et ses dépendances y compris le fief de Pierre de Saint-Seine (sur Vingeanne). Jean de Chalon acceptait également de payer les dettes des anciens sires de Salins.
Pour Auxonne, il fallait cependant ménager et respecter les droits du suzerain légitime qu’était le prieur de Saint-Vivant, puissance avec laquelle il fallait compter, d’autant que depuis le XIIe siècle Saint-Vivant était rattaché à Cluny. Le règlement de ce point ne se fit pas attendre : Étienne reconnut les droits de Saint-Vivant sur Auxonne dans un acte du même mois de juin 1237. Il fut suivi par le duc qui confirma le droit supérieur de suzeraineté des religieux sur la ville et respecta tous les privilèges du monastère. Les documents et les renseignements postérieurs nous apprennent que Saint-Vivant ne cessa jamais de percevoir les redevances qui lui étaient dues et qu'il reçut toujours l'hommage des ducs de Bourgogne.

## Les derniers actes du comte Étienne
En 1237, sur la fin de sa vie, Étienne voulut assurer l’avenir d’Étienne d’Oiselay et de la puissante branche des sires d’Oiselay. Étienne d'Oiselay était le fils d’une union illégitime qu’il avait eu avec Blandine de Cicon. Avec l’accord de Jean, il lui légua de nombreux biens. Pierre Camp énumère la liste des biens qu’il reçut, qui donne un éclairage sur sa richesse territoriale : le château d’Oiselay, la garde de Bonnevent, les fiefs de Traves excepté le fief de Faucogney, celui du seigneur de Rougemont, celui du seigneur de Fouvent. Il y ajoute la quatrième partie du château de Jussey, la forteresse de Cordiron, tout ce qu’il possède à Courchapon, Burgille, Corcondray, Jalleranges, deux villas : Sartre et Pontpierre, les fiefs de Ray, de Beaujeu et de Hugney.
Sentant la fin de ses jours arriver, Étienne se fit porter au château de Marnay, près de sa fille Béatrice d'Auxonne, dame de Marnay, mariée à Simon de Joinville et mère de Jean de Joinville l’historien de Saint-Louis. Couché, comme il le dit lui-même, « In lecto egritudinis et in periculum anime sue » sur son lit de maladie qui fut pour lui un lit de mort, il se ranima un moment pour recommander à Odon de Bellevaux et Amédée de la Charité, abbés de l’ordre de Cîteaux, l'exécution de ses dernières volontés et reconnaître les droits de ses vassaux. Il expira le 16 mars 1241, (n.s.). Il avait survécu près de 67 ans à son père Étienne. On l’inhuma à l’abbaye de la Charité, au milieu des terres léguées à Étienne d’Oiselay, et Jean de Chalon y choisit son tombeau à côté du sien. La postérité n’a pas respecté sa cendre.

## Généalogie simplifiée des comtes de Bourgogne avec les comtes d'Auxonne
```
Otte-Guillaume
 
I
er
 comte de Bourgogne (vers 926, † 
21 septembre 1027
) 
X 
Ermentrude de Roucy

│  
├─>
Guy
 († 1005 ou 1007), comte de Mâcon
│
└─>
Renaud
 
I
er
 (986-1057), comte de Bourgogne. Hérite des terres d'Outre-Saône
    X 
Adélaïde de Normandie (1002-1038)

    │
    └─>
Guillaume
 
I
er
 le Grand
 (1020-1087), comte de Bourgogne et de Mâcon 
       X 
Étiennette de Vienne

       │  
       ├─>
Renaud
 
II
 († 1105 en croisade), comte de Bourgogne et de Mâcon
       │   X ...
       │   └─>
Guillaume
 
II
 l'Allemand
 († 1125), comte de Bourgogne et de Mâcon 
       │      X ...
       │      └─>
Guillaume
 
III
 l'Enfant
 († 1127), comte de Bourgogne et de Mâcon
       │ 
       │ 
       ├─>
Étienne
 
I
er
 Tête Hardie
 († 1102), comte de Bourgogne, comte de Vienne et de Mâcon
       │  X Béatrice de Lorraine                                
       │  │                      
Comtes palatins de Bourgogne
1

       │  │ 
       │  ├─>
Renaud
 
III
 († 
1148
), comte de Bourgogne de la branche aînée des comtes de Bourgogne
       │  │  X Agathe de Lorraine
       │  │  │ 
       │  │  └─>
Béatrice
 
I
re
 († 
1184
) 
       │  │     X épouse 
Frédéric
 
I
er
 Barberousse
 en 
1156
, empereur et comte de Bourgogne
       │  │     │ 
       │  │     └─>
Otton
 
I
er
 († 
10 janvier 1200
), comte palatin de Bourgogne
       │  │        X Marguerite de Blois
       │  │        │ 
       │  │        └─>
Béatrice
 
II
(†  
1231
)
       │  │            X épouse 
Otton de Méranie
 († 
1234
), comte palatin de Bourgogne
       │  │            │     
       │  │            └─>
Othon
 
III
(† 
1248
)
       │  │             
       │  │  
       │  │                     
Branche de Bourgogne-comté
1

       │  │    
       │  └─>
Guillaume
 
IV
 († 
27 septembre 1157
), comte de Bourgogne, de Vienne et de Mâcon
       │      X Poncette de Traves
       │      │
       │      ├─>
Étienne
 
I
er
 d'Auxonne
 († 
1173
), 
comte d'Auxonne
, comte titulaire de Bourgogne (
Etienne
 
II
)
       │      │  X Judith de Lorraine
       │      │  │ 
       │      │  └─>
Étienne
 
II
 († 
6 mars 1241
), comte d'Auxonne, comte titulaire de Bourgogne (
Étienne
 
III
)
       │      │     X1 Béatrice de Thiers/Thiern 
comtesse de Chalon
  († 
7 avril 1227
)   
       │      │     │    
       │      │     ├─> 
Jean
 
I
er
 (
1190
)-(† 
30 septembre 1267
)comte de Chalon
       │      │     │   X1 Mahaut de Bourgogne
       │      │     │
       │      │     └─>
Béatrice
 (1195-1261)
       │      │         X1 
Simon de Joinville
 Sénéchal de Champagne
       │      │
       │      └─>
Gérard
 
I
er
 († 
1184
), comte de Vienne et de Mâcon
       │         X ?
       │
       └─>
Raymond
 († 
20 septembre 1107
)
          X 
Urraque
 
I
re

----------------------------------
(1)- Les descendants de 
Renaud
 
III
 avaient retenu le titre de « comtes palatins », ceux de Guillaume son frère se qualifiant de comtes de Bourgogne, en laissant à leurs cadets —  titrés comtes de Vienne — le comté de Mâcon. (
Jean Richard, Les Ducs de Bourgogne et la formation du Duché du 
XI
e
 
au
 
XIV
e
 
siècle
, 
p.
 
209-210
, Société Les Belles Lettres, Paris, 1954
).
```